# Robert Guillet
Robert Guillet (* 22. Februar 1972 in Québec City, Québec) ist ein kanadischer Eishockeyspieler, der zuletzt in der Ligue Nord-Américaine de Hockey bei Saint-François de Sherbrooke aktiv war.

## Karriere
Der 180 cm große und mit nur 80 kg für einen Eishockeyspieler eher leichte Linksaußen begann seine Karriere in Longueuil in der kanadischen Juniorenliga Québec Major Junior Hockey League. Schon seine erste Juniorensaison 1989/90, in der er mit 72 Punkten und 32 Toren in 69 Spielen für einen Neuling hervorragende Statistiken erzielte, brachte ihm eine vergleichsweise hohe Position im Draft ein. Obwohl er die „magischen“ Sechs Fuß Körpergröße (etwa 1,83 m) nicht erreicht und damit eigentlich als „zu klein“ für die National Hockey League gilt, sicherten sich die Montréal Canadiens bereits in der 3. Runde beim NHL Entry Draft 1990 an Position 60 seine Rechte. Seine Juniorenkarriere setzte er noch zwei weitere Jahre fort und kam in insgesamt 205 Spielen von 1989 bis 1992 auf 143 Tore und 277 Punkte. Außerdem bewiesen seine 332 Strafminuten in diesem Zeitraum, dass er auch durchaus bereit ist, physisch zu spielen.
Nach einem kurzen Gastspiel in der East Coast Hockey League spielte er sich schnell in die American Hockey League, wo er in 4 Jahren von 1992 bis 1996 239 Partien absolvierte. In diesen kam er auf 89 Tore und 178 Punkte. Dennoch gaben ihm die Canadiens keine Chance in der NHL und folglich entschied er sich, nach Europa zu wechseln. Er schloss sich dem HC Milano 24 an. Hier spielte er in drei Wettbewerben: In der italienischen Serie A dominierte er und konnte mit 9 Toren, 19 Punkten und +20 aus 9 Spielen nicht nur über 2 Punkte pro Spiel, sondern auch eine gute Plus/Minus-Statistik verbuchen. In der Alpenliga gehörte er mit 33 Toren, 59 Punkten und +16 in 39 Spielen ebenfalls zu den dominanten Spielern und auch im Europapokal wusste er mit 8 Punkten und 5 Toren aus 6 Spielen zu überzeugen.
Folglich wurde man in der Schweiz auf ihn aufmerksam und so folgte ein Jahr in HC Luzern in der Nationalliga B, wo er mit 39 Toren aus 40 Spielen (73 Punkte) wiederum fast ein Tor pro Spiel erzielte. Erneut ging es für ihn weiter und die Berlin Capitals sicherten sich seine Dienste. Hier entwickelte er sich zu einem der besten und konstantesten Torjäger der Deutschen Eishockey Liga – in 154 Spielen über drei Jahre brachte er es auf 45 Tore und 114 Punkte. Doch nach den finanziellen Problemen des Hauptstadtclubs sah er sich gezwungen zu wechseln und die Augsburger Panther griffen zu.
Zusammen mit Marc Beaucage, wirbelte er die Liga durcheinander und kam auf ganze 28 Tore und 54 Punkt aus 55 Spielen. Damit wurde er nicht nur Augsburger Topscorer, er kam auch unter die Top 10 der Ligascorer und lag gleichauf mit Christoph Brandner. Auch seine +/- war mit +17 sehr überzeugend. Diese Leistung brachte ihm einen hoch dotierten Vertrag in Nürnberg ein und so wechselte er erneut. Wiederum gehörte er zu den besten Scorern, belegte teamintern Platz 2 hinter Terry Yake und erreichte eine hervorragende +22 in der +/- Wertung. Dennoch verlängerten die Nürnberger seinen Vertrag nicht.
Die Krefeld Pinguine griffen zu und die Aussicht, mit seinem Freund Marc Beaucage wieder vereint zu sein und unter Butch Goring zu spielen waren die Hauptargumente dafür, dass er am Niederrhein einen Jahresvertrag plus KEV-Option auf eine weitere Saison unterzeichnete. Er bildete mit Marc Beaucage und Éric Bertrand den gefährlichsten Sturm der Pinguine. Dabei konnte er sich mit 40 Punkten aus 44 Einsätzen nicht nur den zweiten Platz der teaminternen Scorerwertung sichern, sondern war mit 24 Einschüssen auch drittbester Torjäger der DEL, unmittelbar hinter Dany Bousquet und Daniel Kreutzer. Und so entschieden sich die Verantwortlichen, nicht nur die Option zu ziehen, sondern ihm einen weiteren zwei-Jahresvertrag bis 2006 zu geben. Dieser wurde nach Ablauf nicht verlängert und Guillet musste sich einen neuen Verein suchen.
Für die Saison 2006/07 wechselte er in die österreichische Eishockeybundesliga zu den Graz 99ers. Während der Spielzeit 2007/08 verließ er die 99ers, um für den Rest der Saison in die finnische SM-liiga zu wechseln. Dort absolvierte er zehn Ligapartien für die Pelicans Lahti, in denen er zwei Scorerpunkte erzielte. In der Saison 2008/09 war Guillet in der Ligue Nord-Américaine de Hockey für die Lois Jeans de Pont-Rouge aktiv, im Folgejahr stand er bei Saint-François de Sherbrooke im Einsatz.

## Erfolge und Auszeichnungen
- 1992 Trophée Guy Lafleur